# Gotlands Museum
Gotlands Museum (tidligere kaldet Länsmuseet på Gotland eller Gotlands Fornsal) er et kulturhistorisk og arkæologisk museum i Visby på Gotland. Den blev grundlagt som Gotlands Fornsal i 1875 på initiativ af Pehr Arvid Säve. Museet ejer flere bygninger og gårde på øen, hvoraf nogle af dem bliver brugt som museer. Det har også et forlag, der udgivet bøger om emner der relaterer sig til Gotlands historie.
I 1986 blev Havorringen stjålet fra museet. I udstillingen findes også Spillingsskatten.

## Ledere
- 1875–87 Per Arvid Säve
- 1888–1907 Mathias Klintberg
- 1908–20 Ernst Hellgren
- 1920–35 Ella Hellgren
- 1935–46 Mårten Stenberger
- 1946–56 Greta Arwidsson
- 1957–78 Gunnar Svahnström
- 1978–79 Erland Lagerlöf
- 1979–1995 Sven-Olof Lindquist
- 1995-2001 Majvor Östergren
- 2002–07 Anki Dahlin
- 2008–17 Lars Sjösvärd
- 2017– Susanne Théeden